# Kike Sola
Kike Sola, właśc. Enrique Sola Clemente (ur. 25 lutego 1986 w Cascante) – hiszpański piłkarz grający na pozycji napastnika, występuje w zespole Athletic Bilbao.
Od początku swojej kariery piłkarskiej związany z klubem Osasuna Pampeluna w którym przeszedł wszystkie szczeble hierarchii klubowej, od drużyn juniorskich aż po pierwszy skład drużyny seniorów. W latach 2009–2010 był wypożyczony do Numancii, a w pierwszej połowie 2010 roku do Lewadiakosu.
W lidze hiszpańskiej zadebiutował 9 czerwca 2007 roku w meczu przeciwko zespołowi Realu Betis, wygranym przez Osasunę 5:0. W tym samym meczu Enrique strzelił dwa gole.